# 納多羅日納
48°52′59″N 24°56′34″E / 48.88306°N 24.94278°E
納多羅日納（烏克蘭語：Надорожна），是烏克蘭西部的村莊，隸屬伊萬諾-弗蘭科夫斯克州的伊萬諾-弗蘭科夫斯克區。該村始建於1420年，面積17.5平方公里，2001年人口1,023，人口密度每平方公里58.5人。